# Kostel svaté Alžběty Uherské (Cvikov)
 Kostel svaté Alžběty Uherské ve Cvikově je římskokatolický farní kostel v Cvikově na Českolipsku. Současná barokní podobu pochází z přestavby původně gotického kostelíka roku 1726 předtím upraveného v 16. století. Nachází se poblíž centra města. Několikrát byl přestavován a je pravidelně využíván.

## Historie

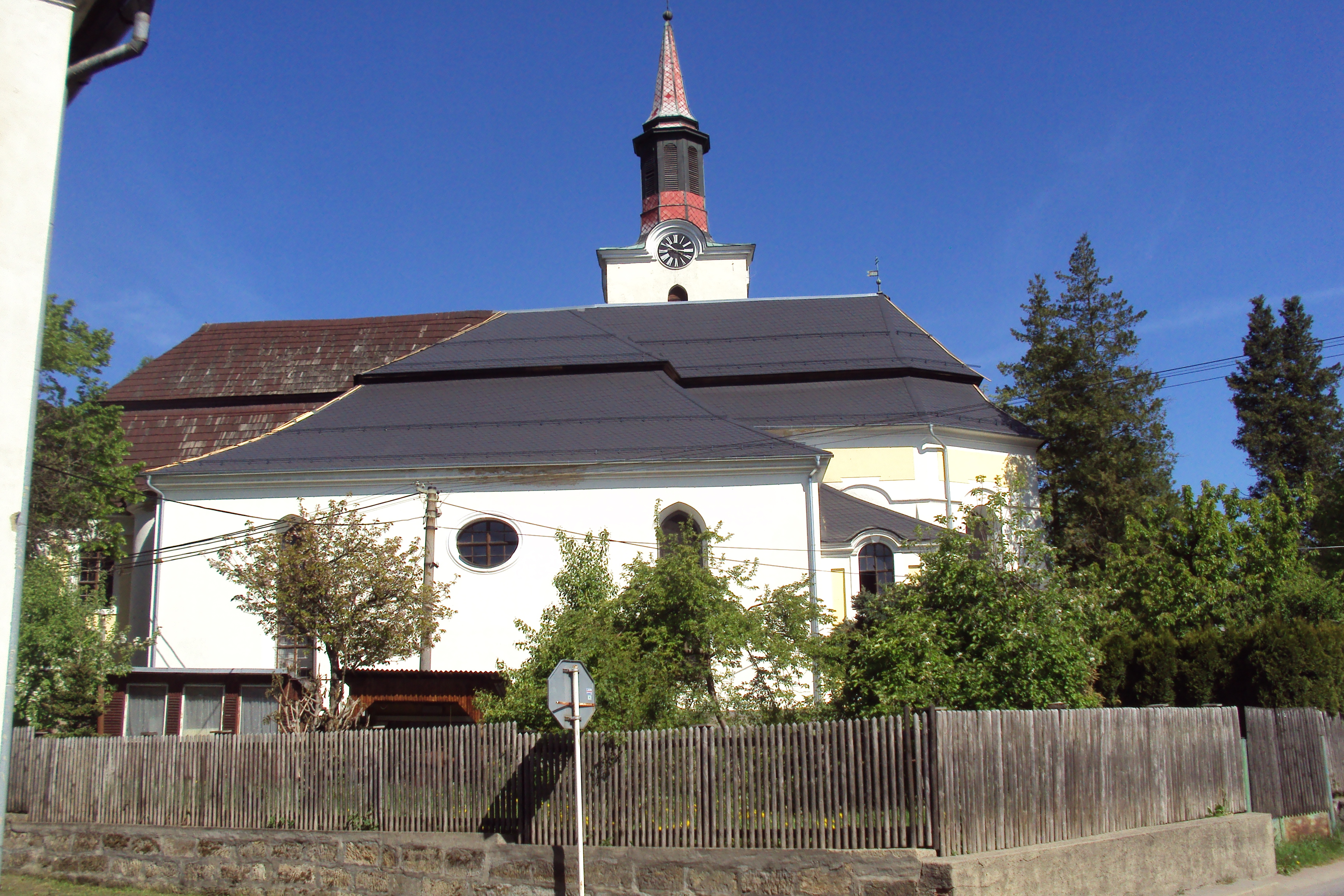
Kostel sv. Alžběty Uherské ve Cvikově

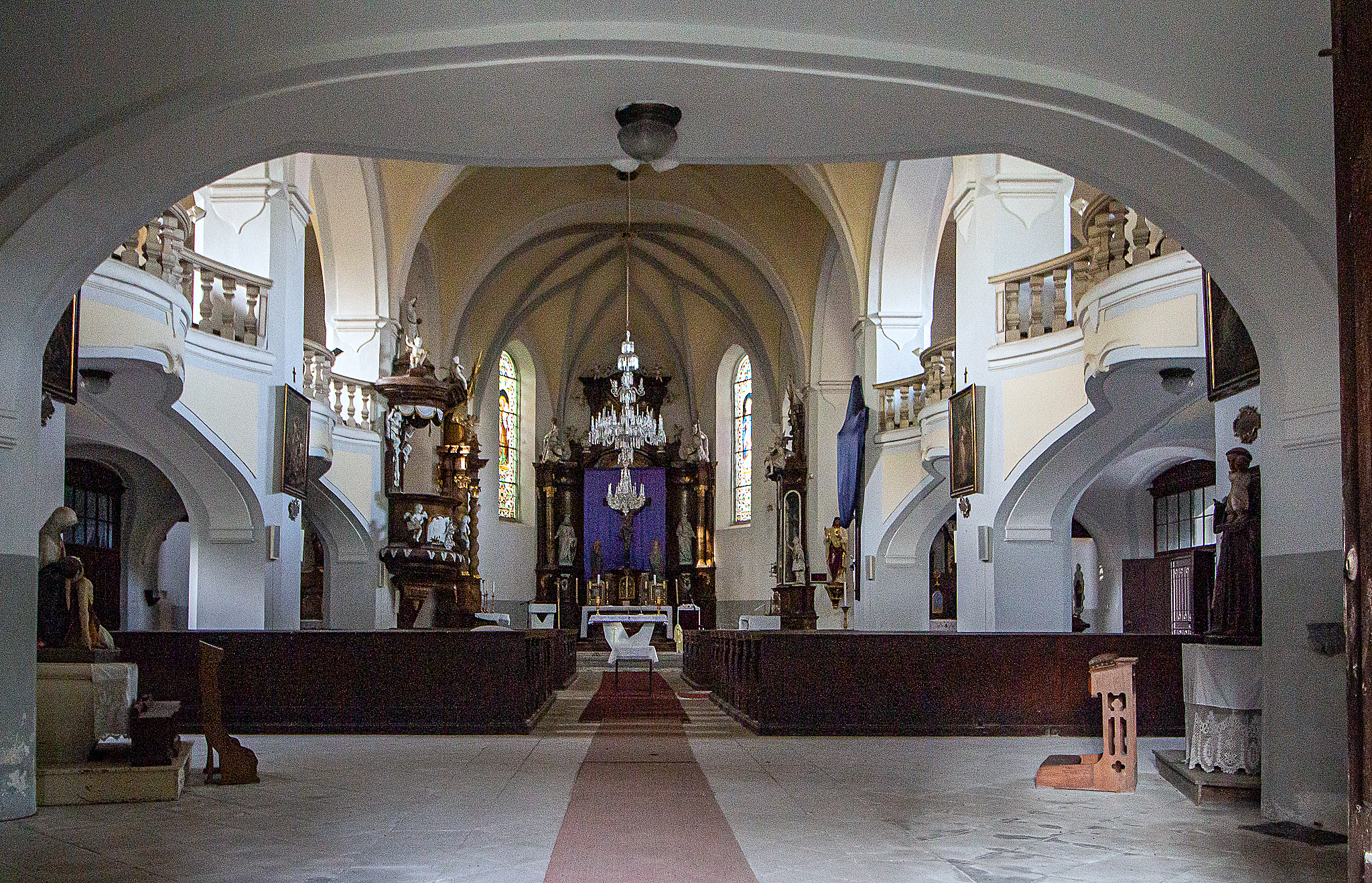
Interiér cvikovského kostela

Kostel byl přestavěn v letech 1553 až 1558 na základech původního gotického kostelíka z 14. století. Autorem nové trojlodní stavby byl italský architekt Benedikt Ferri. Vysvěcen byl 18. listopadu 1559. O 20 let později byla ke kostelu přistavěna věž. K jeho zásadní přestavbě a zvětšení došlo v letech 1726–1728, kdy získal barokní vzhled na základě návrhu pražského architekta a stavitele Václava Špačka. Do současné podoby byl upraven v roce 1867.
Duchovní správci kostela jsou uvedeni na stránce: Římskokatolická farnost Cvikov.

## Současnost
V roce 2009 se v kostele konaly oslavy 450 výročí od jeho vysvěcení. V květnu 2013 se zapojil do akce Noc kostelů. V listopadu 2013 kostel opět slavil, mši svatou celebroval litoměřický biskup Jan Baxant.

## Interiér
Uvnitř je zachovalý oltář svatého Jana Nepomuckého a pozdně barokní oltář z 19. století. Dále pozdně gotický Kristův hrob od M. Heuffnera a rokokové varhany z 18. století.

## Kulturní památka
Od roku 1958 je kostel zapsán v celostátním seznamu kulturních památek pod č. 44721/5-4522.